# Helen Bina
Helen Bina (ur. 19 maja 1912 w Chicago, zm. 15 marca 1983 w Framingham) – amerykańska panczenistka, olimpijka.

## Kariera
W 1932 roku Helen Bina brała udział w pokazowych zawodach łyżwiarstwa szybkiego podczas igrzysk olimpijskich w Lake Placid. Zajęła tam trzecie miejsce na dystansie na 1500 m, przegrywając tylko z rodaczką Kit Klein oraz Jean Wilson z Kanady. Na tych samych igrzyskach była szósta na 500 m, a w biegu na 1000 m nie awansowała do finału. Rok później wywalczyła brązowy medal podczas nieoficjalnych wielobojowych mistrzostw świata w Oslo. W zawodach tych wyprzedziły ją jedynie Austriaczka Liselotte Landbeck oraz Synnøve Lie z Norwegii.